# Митчел, Клюйверт
Клюйверт Митчел (англ. Kluivert Mitchel, род. 23 января 2000, Mon Repos, Преслин) — сентлюсийский шоссейный велогонщик.

## Карьера
Принимал участие в рядке местных гонках.
В 2017 году стал третьим на чемпионате Сент-Люсии в групповой гонке.
В 2019 году принял участи в чемпионате Карибов, финиширов в третьем десятке в групповой и индивидуальной гонках.

## Достижения
2017
3-й на Чемпионат Сент-Люсии — групповая гонка